# I'm with You World Tour
I'm with You Tour, fue una gira musical del grupo de rock Red Hot Chili Peppers, a desarrollarse entre 2011 y 2013 para presentar su nuevo álbum I'm with You, que fue lanzado el 30 de agosto de 2011. Fue la primera gira del grupo desde la de Stadium Arcadium (2006-2007) y también la primera con el guitarrista Josh Klinghoffer, en reemplazo de John Frusciante, quien saliera de la banda en diciembre de 2009. Constó de tres etapas; Asia, Sudamérica y Europa. La gira comenzó con 7 shows en Sudamérica hasta el 24 de septiembre, luego en Europa el 7 de octubre, Estados Unidos/Canadá en 2012 y finalizó nuevamente en Centroamérica en marzo del 2013.
La banda se presentó en el Reino Unido, Estados Unidos y Australia en 2012. Durante una entrevista con Triple M en junio de 2011, Flea dijo: "Seguro que vamos a tocar en Australia y no podemos esperar a estar allí. Amo Australia con mi corazón y la sangre australiana corre por mis venas". Flea dijo que espera que la gira dure "por siempre", mientras que Anthony comenzó a hablar del nuevo álbum: "No puedo esperar a salir y cantar esto". Según el ingeniero de sonido de la banda, Dave Rat, la gira se extendería hasta 2013. El cronograma de la banda fue de 3 semanas de gira y 2 semanas libres durante todo el recorrido, un plan que han seguido en sus giras anteriores.

## Bandas soporte
- The Mars Volta[5] (9 de agosto de 2011)
- Foals[6] (11 de septiembre–21, 2011)
- Chancho en Piedra[7] (16 de septiembre de 2011)
- Femi Kuti & The Positive Force[8]

## Apariciones en televisión
La banda dio un show en la cadena de televisión TV Asahi el 12 de agosto de 2011. También se presentó en el programa televisivo francés, Taratata el 7 de septiembre de 2011. Su última aparición en ese programa fue en mayo de 2006.

## Fechas de la gira
Las fechas de la gira fueron:

### Shows promocionales
| Fecha                   | Bandera                   | Ciudad                | País           | Lugar                 |
| ----------------------- | ------------------------- | --------------------- | -------------- | --------------------- |
| 27 de julio de 2011     | Bandera de Estados Unidos | Big Sur               | Estados Unidos | Henry Miller Library  |
| 29 de julio de 2011     | Bandera de Estados Unidos | Nevada                | Estados Unidos | Miners Foundry        |
| 30 de julio             | Bandera de Estados Unidos | Venice                | Estados Unidos | Bikini Land's Roof    |
| 31 de julio             | Bandera de Estados Unidos | West Hollywood        | Estados Unidos | Troubadour            |
| 9 de agosto de 2011     | Bandera de Hong Kong      | Hong Kong             | China          | AsiaWorld-Arena       |
| 12 de agosto de 2011    | Bandera de Japón          | Tokio                 | Japón          | TV Asahi              |
| 13 de agosto de 2011    | Bandera de Japón          | Osaka                 | Japón          | Summer Sonic Festival |
| 14 de agosto de 2011    | Bandera de Japón          | Tokio                 | Japón          | Summer Sonic Festival |
| 22 de agosto de 2011    | Bandera de Estados Unidos | West Hollywood        | Estados Unidos | Roxy Theatre          |
| 24 de agosto de 2011    | Bandera de Estados Unidos | Los Ángeles           | Estados Unidos | Club Nokia            |
| 30 de agosto de 2011    | Bandera de Alemania       | Colonia               | Alemania       | E-Werk                |
| 1 de septiembre de 2011 | Bandera de Francia        | París                 | Francia        | Le Grand Journal      |
| 2 de septiembre de 2011 | Bandera de Inglaterra     | Londres               | Inglaterra     | Koko                  |
| 7 de septiembre de 2011 | Bandera de Francia        | La Plaine-Saint-Denis | Francia        | Taratata              |
| 8 de septiembre de 2011 | Bandera de Inglaterra     | Londres               | Inglaterra     | London Studios        |

### Etapa 1: Centroamérica y Sudamérica
| Fecha                    | Bandera               | Ciudad         | País       | Lugar                |
| ------------------------ | --------------------- | -------------- | ---------- | -------------------- |
| 11 de septiembre de 2011 | Bandera de Colombia   | Bogotá         | Colombia   | Parque Simón Bolívar |
| 12 de septiembre de 2011 | Bandera de Costa Rica | San José       | Costa Rica | Estadio Nacional     |
| 14 de septiembre de 2011 | Bandera de Perú       | Lima           | Perú       | Estadio Nacional     |
| 16 de septiembre de 2011 | Bandera de Chile      | Santiago       | Chile      | Estadio Monumental   |
| 18 de septiembre de 2011 | Bandera de Argentina  | Buenos Aires   | Argentina  | Estadio Monumental   |
| 21 de septiembre de 2011 | Bandera de Brasil     | Sao Paulo      | Brasil     | Anhembi              |
| 24 de septiembre de 2011 | Bandera de Brasil     | Río de Janeiro | Brasil     | Rock in Rio          |

### Etapa 2: Europa
| Fecha                   | Bandera                     | Ciudad             | País       | Lugar                                         |
| ----------------------- | --------------------------- | ------------------ | ---------- | --------------------------------------------- |
| 7 de octubre de 2011    | Bandera de Alemania         | Colonia            | Alemania   | Lanxess Arena                                 |
| 9 de octubre de 2011    | Bandera de Alemania         | Hamburgo           | Alemania   | O2 World                                      |
| 11 de octubre de 2011   | Bandera de Suecia           | Estocolmo          | Suecia     | Globen Arena                                  |
| 12 de octubre de 2011   | Bandera de Suecia           | Estocolmo          | Suecia     | Globen Arena                                  |
| 14 de octubre de 2011   | Bandera de Dinamarca        | Herning            | Dinamarca  | Jyske Bank Boxen                              |
| 16 de octubre de 2011   | Bandera de los Países Bajos | Róterdam           | Holanda    | Ahoy Rotterdam                                |
| 18 de octubre de 2011   | Bandera de Francia          | París              | Francia    | Palais Omnisports de Paris-Bercy              |
| 19 de octubre de 2011   | Bandera de Francia          | París              | Francia    | Palais Omnisports de Paris-Bercy              |
| 21 de octubre de 2011   | Bandera de Alemania         | Fráncfort del Meno | Alemania   | Festhalle                                     |
| 24 de octubre de 2011   | Bandera de Polonia          | Poznań             | Alemania   | Estadio Municipal de Poznań                   |
| 4 de noviembre de 2011  | Bandera de Irlanda          | Dublín             | Irlanda    | The O2                                        |
| 7 de noviembre de 2011  | Bandera del Reino Unido     | Londres            | Inglaterra | The O2                                        |
| 9 de noviembre de 2011  | Bandera del Reino Unido     | Londres            | Inglaterra | The O2                                        |
| 10 de noviembre de 2011 | Bandera del Reino Unido     | Londres            | Inglaterra | The O2                                        |
| 12 de noviembre de 2011 | Bandera del Reino Unido     | Glasgow            | Inglaterra | SECC                                          |
| 14 de noviembre de 2011 | Bandera del Reino Unido     | Mánchester         | Inglaterra | MEN Arena                                     |
| 15 de noviembre de 2011 | Bandera del Reino Unido     | Mánchester         | Inglaterra | MEN Arena                                     |
| 17 de noviembre de 2011 | Bandera del Reino Unido     | Sheffield          | Inglaterra | Motorpoint Arena                              |
| 19 de noviembre de 2011 | Bandera del Reino Unido     | Birmingham         | Inglaterra | LG Arena                                      |
| 20 de noviembre de 2011 | Bandera del Reino Unido     | Birmingham         | Inglaterra | LG Arena                                      |
| 4 de diciembre de 2011  | Bandera de Alemania         | Berlín             | Alemania   | O2 World                                      |
| 5 de diciembre de 2011  | Bandera de Alemania         | Múnich             | Alemania   | Olympiahalle                                  |
| 7 de diciembre de 2011  | Bandera de Austria          | Viena              | Austria    | Stadthalle                                    |
| 10 de diciembre de 2011 | Bandera de Italia           | Torino             | Italia     | Torino Palasport Olimpico                     |
| 11 de diciembre de 2011 | Bandera de Italia           | Milán              | Italia     | Mediolanum Forum                              |
| 13 de diciembre de 2011 | Bandera de Suiza            | Zúrich             | Suiza      | Hallenstadion                                 |
| 15 de diciembre de 2011 | Bandera de España           | Barcelona          | España     | Palau Sant Jordi                              |
| 17 de diciembre de 2011 | Bandera de España           | Madrid             | España     | Palacio de Deportes de la Comunidad de Madrid |
| 19 de diciembre de 2011 | Bandera de Francia          | París              | Francia    | La Cigale                                     |

### Etapa 3: Estados Unidos y Canadá
| Fecha               | Bandera                   | Ciudad                         | País           | Lugar                   |
| ------------------- | ------------------------- | ------------------------------ | -------------- | ----------------------- |
| 29 de marzo de 2012 | Bandera de Estados Unidos | Tampa, Florida                 | Estados Unidos | St. Pete Times Forum    |
| 31 de marzo de 2012 | Bandera de Estados Unidos | Orlando, Florida               | Estados Unidos | Amway Arena             |
| 2 de abril de 2012  | Bandera de Estados Unidos | Sunrise (Florida)              | Estados Unidos | BankAtlantic Center     |
| 4 de abril de 2012  | Bandera de Estados Unidos | Raleigh, Carolina del Norte    | Estados Unidos | PNC Arena               |
| 6 de abril de 2012  | Bandera de Estados Unidos | Charlotte, Carolina del Norte  | Estados Unidos | Time Warner Cable Arena |
| 7 de abril de 2012  | Bandera de Estados Unidos | Columbia, Carolina del Sur     | Estados Unidos | Colonial Life Arena     |
| 9 de abril de 2012  | Bandera de Estados Unidos | Greensboro, Carolina del Norte | Estados Unidos | Greensboro Coliseum     |
| 10 de abril de 2012 | Bandera de Estados Unidos | Duluth, Georgia                | Estados Unidos | Gwinnett Center         |
| 12 de abril de 2012 | Bandera de Estados Unidos | Memphis, Tennessee             | Estados Unidos | FedExForum              |
| 27 de abril de 2012 | Bandera de Canadá         | Toronto, Ontario               | Canadá         | Air Canada Centre       |
| 28 de abril de 2012 | Bandera de Canadá         | Toronto, Ontario               | Canadá         | Air Canada Centre       |
| 30 de abril de 2012 | Bandera de Canadá         | Ottawa                         | Canadá         | Scotiabank Place        |
| 2 de mayo de 2012   | Bandera de Canadá         | Montreal                       | Canadá         | Bell Centre             |
| 4 de mayo de 2012   | Bandera de Estados Unidos | Newark, Nueva Jersey           | Estados Unidos | Prudential Center       |
| 5 de mayo de 2012   | Bandera de Estados Unidos | Newark, Nueva Jersey           | Estados Unidos | Prudential Center       |
| 7 de mayo de 2012   | Bandera de Estados Unidos | Boston, Massachusetts          | Estados Unidos | TD Garden               |
| 10 de mayo de 2012  | Bandera de Estados Unidos | Washington D. C.               | Estados Unidos | Verizon Center          |
| 11 de mayo de 2012  | Bandera de Estados Unidos | Filadelfia (Pensilvania)       | Estados Unidos | Wells Fargo Center      |
| 19 de mayo de 2012  | Bandera de Estados Unidos | Gulf Shores, Alabama           | Estados Unidos | Hangout Music Festival  |
| 25 de mayo de 2012  | Bandera de Estados Unidos | San Luis, Misuri               | Estados Unidos | Scottrade Center        |
| 26 de mayo de 2012  | Bandera de Estados Unidos | Grand Rapids, Míchigan         | Estados Unidos | Van Andel Arena         |
| 28 de mayo de 2012  | Bandera de Estados Unidos | Rosemont, Illinois             | Estados Unidos | Allstate Arena          |
| 30 de mayo de 2012  | Bandera de Estados Unidos | Pittsburgh, Pensilvania        | Estados Unidos | Consol Energy Center    |
| 1 de junio de 2012  | Bandera de Estados Unidos | Detroit, Míchigan              | Estados Unidos | Joe Louis Arena         |
| 2 de junio de 2012  | Bandera de Estados Unidos | Cleveland, Ohio                | Estados Unidos | Quicken Loans Arena     |
| 4 de junio de 2012  | Bandera de Estados Unidos | Columbus, Ohio                 | Estados Unidos | Schottenstein Center    |
| 6 de junio de 2012  | Bandera de Estados Unidos | Cincinnati, Ohio               | Estados Unidos | US Bank Arena           |
| 7 de junio de 2012  | Bandera de Estados Unidos | Louisville, Kentucky           | Estados Unidos | KFC Yum! Center         |

### Etapa 4: Europa
| Fecha               | Bandera                     | Ciudad                | País           | Lugar                          |
| ------------------- | --------------------------- | --------------------- | -------------- | ------------------------------ |
| 9 de junio de 2012  | Bandera de Estados Unidos   | Manchester, Tennessee | Estados Unidos | Bonnaroo Music & Arts Festival |
| 23 de junio de 2012 | Bandera del Reino Unido     | Stevenage Herts       | Reino Unido    | Knebworth Park                 |
| 24 de junio de 2012 | Bandera del Reino Unido     | Sunderland            | Reino Unido    | Stadium of Light               |
| 26 de junio de 2012 | Bandera de Irlanda          | Dublín                | Irlanda        | Croke Park                     |
| 28 de junio de 2012 | Bandera de los Países Bajos | Nimega                | Países Bajos   | Goffertpark                    |
| 30 de junio de 2012 | Bandera de Francia          | París                 | Francia        | Stade de France                |
| 1 de julio de 2012  | Bandera de Bélgica          | Werchter              | Bélgica        | Rock Werchter                  |
| 3 de julio de 2012  | Bandera de Suiza            | Berna                 | Suiza          | Stade de Suisse                |
| 5 de julio de 2012  | Bandera de Italia           | Milán                 | Italia         | Heineken Jammin' Festival      |
| 7 de julio de 2012  | Bandera de España           | Madrid                | España         | Rock in Rio                    |
| 16 de julio de 2012 | Bandera de Polonia          | Katowice              | Polonia        | Spodek                         |
| 20 de julio de 2012 | Bandera de Rusia            | San Petersburgo       | Rusia          | Estadio Petrovsky              |
| 22 de julio de 2012 | Bandera de Rusia            | Moscú                 | Rusia          | Estadio Luzhniki               |
| 25 de julio de 2012 | Bandera de Ucrania          | Kiev                  | Ucrania        | Estadio Olímpico de Kiev       |
| 27 de julio de 2012 | Bandera de Polonia          | Varsovia              | Polonia        | Aeropuerto de Bemowo           |
| 28 de julio de 2012 | Bandera de Lituania         | Kaunas                | Lituania       | Žalgiris Arena                 |
| 30 de julio de 2012 | Bandera de Estonia          | Tallin                | Estonia        | Tallinn Song Festival Grounds  |
| 1 de agosto de 2012 | Bandera de Finlandia        | Tampere               | Finlandia      | Estadio Tampere                |

### Etapa 5: Estados Unidos
| Fecha                | Bandera                   | Ciudad                  | País           | Lugar          |
| -------------------- | ------------------------- | ----------------------- | -------------- | -------------- |
| 4 de agosto de 2012  | Bandera de Estados Unidos | Chicago, Illinois       | Estados Unidos | Lollapalooza   |
| 11 de agosto de 2012 | Bandera de Estados Unidos | Los Ángeles, California | Estados Unidos | Staples Center |
| 12 de agosto de 2012 | Bandera de Estados Unidos | Los Ángeles, California | Estados Unidos | Staples Center |
| 14 de agosto de 2012 | Bandera de Estados Unidos | Oakland, California     | Estados Unidos | Oracle Arena   |
| 15 de agosto de 2012 | Bandera de Estados Unidos | Oakland, California     | Estados Unidos | Oracle Arena   |

### Etapa 6: Europa, Balcanes y Medio Oriente
| Fecha                    | Bandera                    | Ciudad        | País            | Lugar                      |
| ------------------------ | -------------------------- | ------------- | --------------- | -------------------------- |
| 25 de agosto de 2012     | Bandera de Alemania        | Gelsenkirchen | Alemania        | Rock im Pott               |
| 27 de agosto de 2012     | Bandera de República Checa | Praga         | República Checa | Synot Tip Arena            |
| 29 de agosto de 2012     | Bandera de Croacia         | Zagreb        | Croacia         | Hippodrome                 |
| 31 de agosto de 2012     | Bandera de Rumania         | Bucarest      | Rumania         | Arena Națională            |
| 1 de septiembre de 2012  | Bandera de Bulgaria        | Sofía         | Bulgaria        | Estadio Georgi Asparuhov   |
| 4 de septiembre de 2012  | Bandera de Grecia          | Atenas        | Grecia          | Estadio Olímpico de Atenas |
| 6 de septiembre de 2012  | Bandera de Líbano          | Beirut        | Líbano          | The Waterfront             |
| 8 de septiembre de 2012  | Bandera de Turquía         | Estambul      | Turquía         | Santralistanbul            |
| 10 de septiembre de 2012 | Bandera de Israel          | Tel Aviv      | Israel          | Yarkon Park                |

### Etapa 7: Estados Unidos y Canadá
| Fecha                    | Bandera                   | Ciudad                  | País           | Lugar                    |
| ------------------------ | ------------------------- | ----------------------- | -------------- | ------------------------ |
| 23 de septiembre de 2012 | Bandera de Estados Unidos | San Diego, California   | Estados Unidos | San Diego Sports Arena   |
| 25 de septiembre de 2012 | Bandera de Estados Unidos | Glendale, Arizona       | Estados Unidos | Jobing.com Arena         |
| 27 de septiembre de 2012 | Bandera de Estados Unidos | Denver, Colorado        | Estados Unidos | Pepsi Center             |
| 29 de septiembre de 2012 | Bandera de Estados Unidos | San Antonio, Texas      | Estados Unidos | AT&T Center              |
| 2 de octubre de 2012     | Bandera de Estados Unidos | Dallas, Texas           | Estados Unidos | American Airlines Center |
| 4 de octubre de 2012     | Bandera de Estados Unidos | Nueva Orleans           | Estados Unidos | New Orleans Arena        |
| 14 de octubre de 2012    | Bandera de Estados Unidos | Austin, Texas           | Estados Unidos | Austin City Limits       |
| 20 de octubre de 2012    | Bandera de Estados Unidos | Houston, Texas          | Estados Unidos | Toyota Center            |
| 22 de octubre de 2012    | Bandera de Estados Unidos | Oklahoma City, Oklahoma | Estados Unidos | Chesapeak Energy Arena   |
| 24 de octubre de 2012    | Bandera de Estados Unidos | Tulsa, Oklahoma         | Estados Unidos | BOK Center               |
| 25 de octubre de 2012    | Bandera de Estados Unidos | Little Rock, Arkansas   | Estados Unidos | Verizon Arena            |
| 27 de octubre de 2012    | Bandera de Estados Unidos | Kansas City, Misuri     | Estados Unidos | Sprint Center            |
| 28 de octubre de 2012    | Bandera de Estados Unidos | Omaha, Nebraska         | Estados Unidos | CenturyLink Center       |
| 30 de octubre de 2012    | Bandera de Estados Unidos | Mineápolis, Minnesota   | Estados Unidos | Target Center            |
| 1 de noviembre de 2012   | Bandera de Estados Unidos | Milwaukee, Wisconsin    | Estados Unidos | Bradley Center           |
| 14 de noviembre de 2012  | Bandera de Estados Unidos | Portland, Oregon        | Estados Unidos | Rose Garden Arena        |
| 15 de noviembre de 2012  | Bandera de Estados Unidos | Seattle, Washington     | Estados Unidos | KeyArena                 |
| 17 de noviembre de 2012  | Bandera de Canadá         | Vancouver               | Canadá         | Rogers Arena             |
| 19 de noviembre de 2012  | Bandera de Canadá         | Calgary                 | Canadá         | Scotiabank Saddlehome    |
| 21 de noviembre de 2012  | Bandera de Canadá         | Edmonton                | Canadá         | Rexall Place             |
| 22 de noviembre de 2012  | Bandera de Canadá         | Edmonton                | Canadá         | Rexall Place             |
| 24 de noviembre de 2012  | Bandera de Canadá         | Saskatoon               | Canadá         | Credit Union Center      |
| 26 de noviembre de 2012  | Bandera de Canadá         | Winnipeg                | Canadá         | MTS Centre               |

### Etapa 8: Australia y Nueva Zelanda
| Fecha               | Bandera                  | Ciudad     | País          | Lugar        |
| ------------------- | ------------------------ | ---------- | ------------- | ------------ |
| 14 de enero de 2013 | Bandera de Nueva Zelanda | Auckland   | Nueva Zelanda | Vector Arena |
| 18 de enero de 2013 | Bandera de Australia     | Sídney     | Australia     | Big Day Out  |
| 20 de enero de 2013 | Bandera de Australia     | Gold Coast | Australia     | Big Day Out  |
| 25 de enero de 2013 | Bandera de Australia     | Adelaida   | Australia     | Big Day Out  |
| 26 de enero de 2013 | Bandera de Australia     | Melbourne  | Australia     | Big Day Out  |
| 28 de enero de 2013 | Bandera de Australia     | Perth      | Australia     | Big Day Out  |

### Etapa 9: Sudáfrica
| Fecha                | Bandera              | Ciudad          | País      | Lugar               |
| -------------------- | -------------------- | --------------- | --------- | ------------------- |
| 2 de febrero de 2013 | Bandera de Sudáfrica | Johannesburgo   | Sudáfrica | Estadio Soccer City |
| 5 de febrero de 2013 | Bandera de Sudáfrica | Ciudad del Cabo | Sudáfrica | Estadio Green Point |

### Etapa 10: Centroamérica
| Fecha              | Bandera              | Ciudad              | País      | Lugar                   |
| ------------------ | -------------------- | ------------------- | --------- | ----------------------- |
| 3 de marzo de 2013 | Bandera de México    | Guadalajara         | México    | Arena VFG               |
| 5 de marzo de 2013 | Bandera de México    | Ciudad de México    | México    | Palacio de los Deportes |
| 6 de marzo de 2013 | Bandera de México    | Ciudad de México    | México    | Palacio de los Deportes |
| 9 de marzo de 2013 | Bandera de Guatemala | Ciudad de Guatemala | Guatemala | Estadio Mateo Flores    |